# Neuri
De Neuri (Grieks Νευροί) waren leden van een antiek volk aan de bovenloop van de Tiras (Dnjestr) en Hipanis (Zuidelijke Boeg), in het huidige zuidelijk Wit-Rusland en noordelijk Oekraïne. 

## Identificatie
Er zijn door diverse geleerden uiteenlopende suggesties gedaan over de etnische identiteit van de Neuri. Meestal worden ze als "waarschijnlijk Slavisch" geïdentificeerd, hoewel er ook goede argumenten zijn voor een Baltische identiteit.
Archeologische studies stellen in staat hen te identificeren als dragers van diverse archeologische culturen, met name de Milogradcultuur (7-2e eeuw v.Chr.).